# Charlotte Church (альбом)
| Оценки критиков | Оценки критиков |
| Источник        | Оценка          |
| --------------- | --------------- |
| Allmusic        | (нет оценки)    |

Charlotte Church — одноимённый второй студийный альбом тринадцатилетней британской певицы-сопрано Шарлотты Чёрч, выпущенный в 1999 году. Пластинка заняла 40 место в американском чарте Billboard Hot 100 и 1 место в чарте Top Classical Crossover.

## Список композиций
1. «Just Wave Hello»
2. «La Pastorella»
3. «Barcarolle»
4. «O mio babbino caro»
5. «Lascia ch'io pianga[англ.]»
6. «Guide Me, Oh Thou Great Redeemer» («Cwm Rhondda[англ.]»)
7. «The Holy City (song)[англ.]»
8. «Plaisir d'amour»
9. «Summertime»
10. «Ah! je ris de me voir si belle» («The Jewel Song»)
11. «Voi che sapete» (Tell me what love is))
12. «She Moved Through the Fair[англ.]»
13. «Songs My Mother Taught Me[англ.]»
14. «If Thou Art Near[англ.]»
15. «The Last Rose of Summer»
16. «Men of Harlech»
17. «Lullaby[англ.]»

## История релиза
| Страна         | Дата           |
| -------------- | -------------- |
| Великобритания | 15 ноября 1999 |
| США            | 16 ноября 1999 |

## Сертификации
| Страна         | Сертификация |
| -------------- | ------------ |
| Великобритания | Платиновый   |
| Америка        | Платиновый   |
| Канада         | Платиновый   |
| Австралия      | Золотой      |
| Гонконг        | Платиновый   |